# آژانس سیستم‌های اطلاعات دفاعی
آژانس سیستم‌های اطلاعات دفاعی (انگلیسی: Defense Information Systems Agency) یا آژانس سامانه‌های اطلاعات دفاعی یک آژانس پشتیبانی رزمی در وزارت دفاع ایالات متحده آمریکا است. این آژانس متشکل از نظامیان، غیرنظامیان فدرال و پیمانکاران است. پیشینه شکل‌گیری این آژانس به سال ۱۹۶۰ و تأسیس آژانس ارتباطات دفاعی بازمی‌گردد و فرم کنونی آن در سال ۱۹۹۱ راه‌اندازی شد.
آژانس سیستم‌های اطلاعات دفاعی پشتیبانی فناوری اطلاعات و ارتباطات را به رئیس‌جمهور، معاون رئیس جمهور، وزیر دفاع، وزارت دفاع، فرماندهی‌های یکپارچه رزمی و هر فرد یا سیستمی که در دفاع از ایالات متحده نقش دارد، ارائه می‌دهد. هم‌اکنون بیش از ۷ هزار نفر در آژانس سیستم‌های اطلاعات دفاعی فعالیت می‌کنند و بودجه سالیانه آن بالغ بر ۱۲ میلیارد دلار است.